# Bob Dylan's Greatest Hits Volume 3
Bob Dylan's Greatest Hits Volume 3 é a quinta compilação do cantor Bob Dylan, lançada a 15 de Novembro de 1994.
O disco atingiu o nº 126 da Billboard 200.
| Críticas profissionais                                                      | Críticas profissionais |
| Avaliações da crítica                                                       | Avaliações da crítica  |
| Fonte                                                                       | Avaliação              |
| --------------------------------------------------------------------------- | ---------------------- |
| Allmusic                                                                    | [ 1 ]                  |
| Robert Christgau                                                            | (B+)                   |
| Rolling Stone                                                               | [ 3 ]                  |
| Esta tabela precisa de ser acompanhada por texto em prosa. Consulte o guia. |                        |

## Faixas
Todas as faixas por Bob Dylan, exceto onde anotado
1. "Tangled Up in Blue" – 5:42
2. "Changing of the Guards" – 6:36
3. "The Groom's Still Waiting at the Altar" – 4:03
4. "Hurricane" (Dylan, Jacques Levy) – 8:34
5. "Forever Young" – 4:58
6. "Jokerman" – 6:16
7. "Dignity" – 5:58
8. "Silvio" (Dylan, Robert Hunter) – 3:07
9. "Ring Them Bells" – 3:02
10. "Gotta Serve Somebody" – 5:25
11. "Series of Dreams" – 5:53
12. "Brownsville Girl" (Dylan, Sam Shepard) – 11:04
13. "Under the Red Sky" – 4:09
14. "Knockin' on Heaven's Door" – 2:30